# رودريك مرشيسون
السير رودريك إمبي مورشيسون (بالإنجليزية: Roderick Murchison)‏،(22 فبراير 1792 - 22 أكتوبر 1871)، جيولوجي اسكتلندي، وصف وتحقق لأول مرة من نظام السيلوري. كان رئيسًا لجمعية لندن الجيولوجية في الفترة من 1831 إلى 1833.

## روابط خارجية
- رودريك مرشيسون على موقع الموسوعة البريطانية (الإنجليزية)